# Gamanpura
Gamanpura fou un petit estat tributari protegit de l'agència de Mahi Kantha, a la presidència de Bombai. La capital era Gamanpura, avui al Gujarat, a uns 80 km al nord d'Ahmedabad. El 2007 la vila fou afectada per les arenes i aigua residual expulsades per l'extracció d'aigües subterrànies per la Oil and Natural Gas Corporation, que va pagar una compensació.